# فافيرول (أورن)
فافيرول هي بلدية في أورن في شمال غرب فرنسا.